# Palisaden-Wolfsmilch
Die Palisaden-Wolfsmilch (Euphorbia characias) ist eine Pflanzenart aus der Gattung Wolfsmilch (Euphorbia) in der Familie der Wolfsmilchgewächse (Euphorbiaceae). Der wissenschaftliche Name stammt aus den Griechischen (charakías) und bedeutet: als Zaun, Palisade oder Weinpfahl geeignet.

## Beschreibung

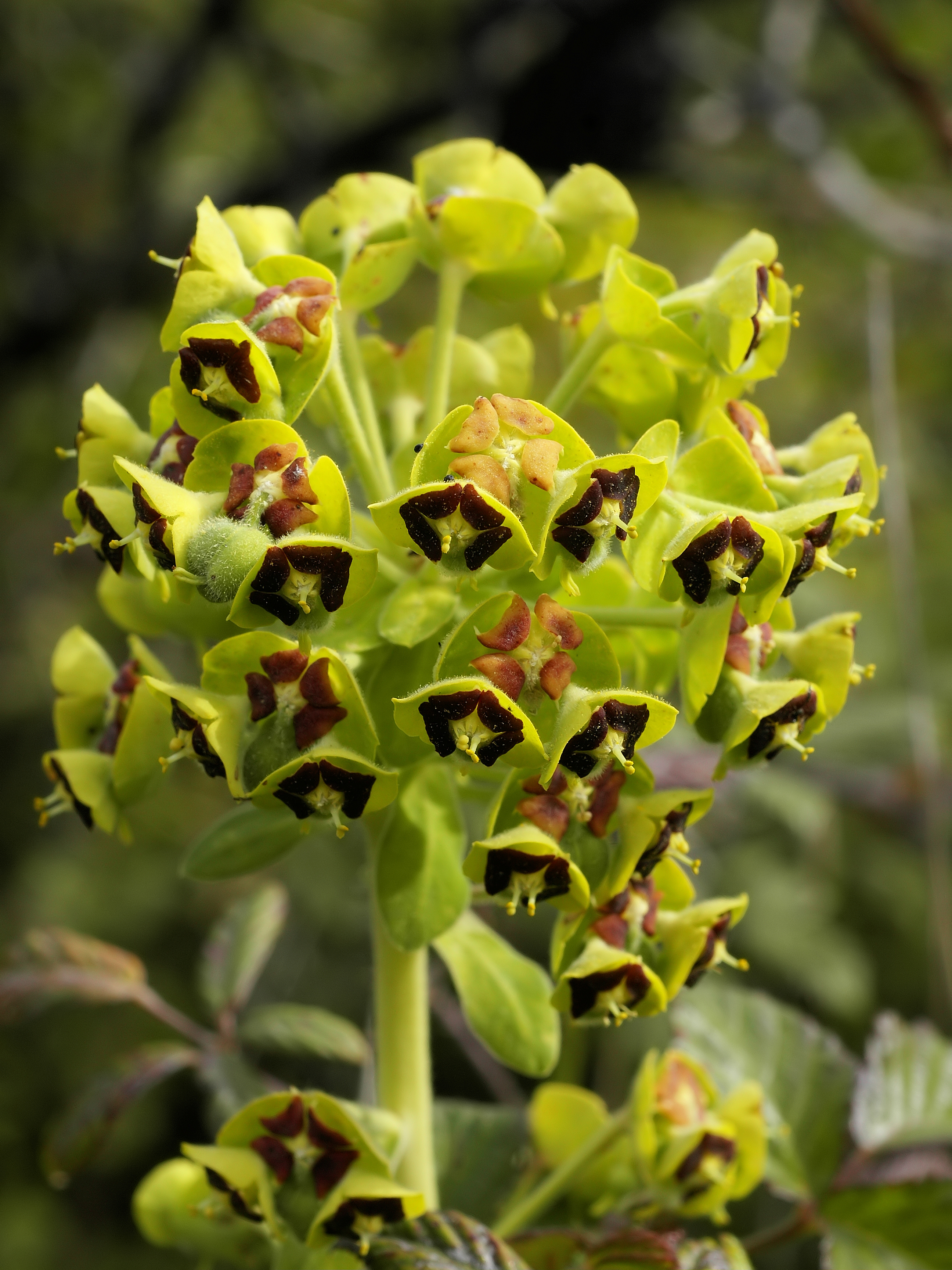
Ausschnitt eines Blütenstands

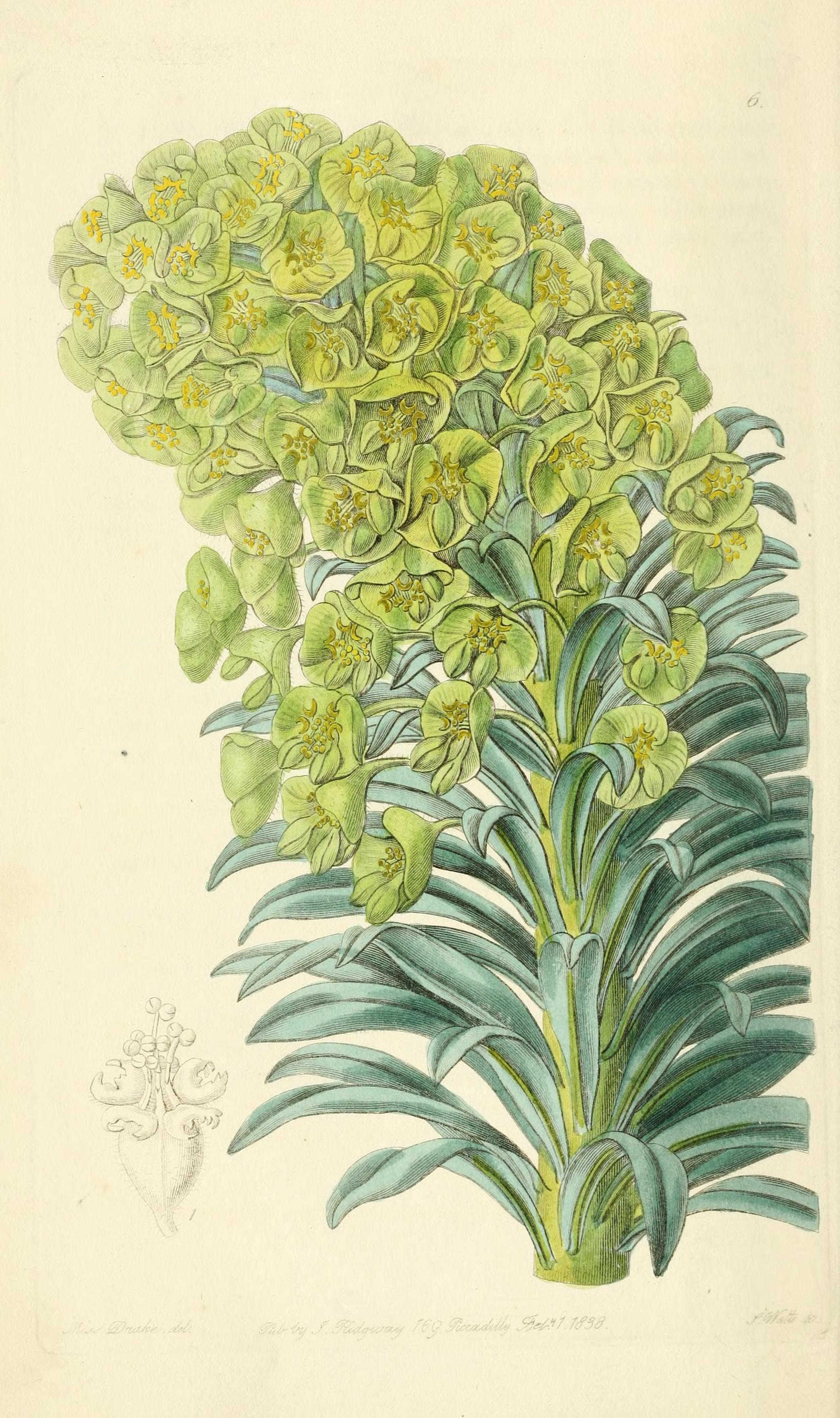
Illustration aus Edwards' botanical register, or, Ornamental flower-garden and shrubbery ...

### Vegetative Merkmale
Die ausdauernde krautige Pflanze und erreicht Wuchshöhen von 30 bis 100 Zentimetern. Die oberirdischen Pflanzenteile sind meist behaart und die Palisaden-Wolfsmilch enthält wie alle Wolfsmilcharten einen weißen Milchsaft. Die kräftigen, aufrechten Stängel können an ihrer Basis verholzt sein, sind unverzweigt und im oberen Bereich dicht beblättert.
Die ganzrandigen Laubblätter sind bei einer Länge von bis zu 13 Zentimetern sowie einer Breite von bis zu 1 Zentimeter linealisch-lanzettlich.

### Generative Merkmale
Die Blütezeit reicht von Februar bis Juli. Der große Blütenstand ist endständig. Die Hochblätter sind rundlich bis dreieckig und zu einer becherförmigen gelblichgrünen Scheinblüte verwachsen. Die vier Nektardrüsen sind nierenförmig und rotbraun. 
Die dreifächrige Kapselfrucht ist behaart.
Die Chromosomenzahl beträgt für beide Unterarten 2n = 20.

## Vorkommen
Die Palisaden-Wolfsmilch ist im Mittelmeerraum heimisch. Sie besitzt natürliche Vorkommen in Marokko, Libyen, Portugal, Spanien, Frankreich, Italien, im früheren Jugoslawien, Albanien, Griechenland und in der Türkei.
Am natürlichen Standort besiedelt sie Macchien, Garigues, Brach- und Weideflächen, lichte Wälder und Ruderalstandorte.

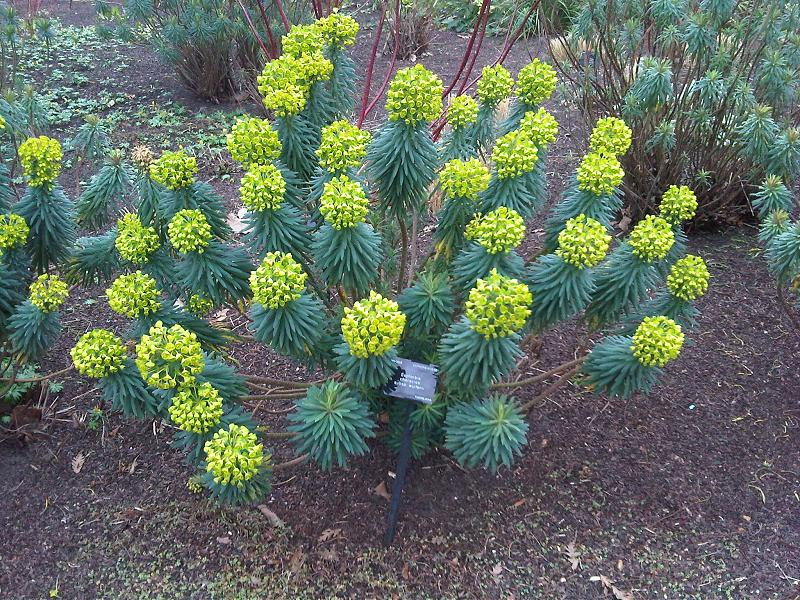
Habitus und Blütenstände von Euphorbia characias subsp. wulfenii

## Systematik
Die Erstveröffentlichung von Euphorbia characias erfolgte 1753 durch Carl von Linné in Species Plantarum, Tomus I, Seite 455.
Die Art Euphorbia characias kommt in zwei geographisch getrennten Unterarten vor:
- Die Unterart Euphorbia characias subsp. characias ist von Portugal und Marokko über Italien bis Kreta, Libyen und der Türkei verbreitet.[3]
- Die Unterart Euphorbia characias subsp. wulfenii (Hoppe ex W.D.J.Koch) Radcl.-Sm. (Syn.: Euphorbia wulfenii Hoppe ex W.D.J.Koch) kommt von Südfrankreich bis Kleinasien vor.[3] Der Name der Unterart ehrt den Entdecker der ersten Pflanzenexemplare, Franz Xaver von Wulfen.